# Leon Laleau
Léon Laleau (Porto Príncipe, 3 de agosto de 1892 - 1979) foi um  escritor, político e diplomata haitiano. Laleau é reconhecido como "um dos mais brilhantes escritores de seu tempo". Recebeu vários prêmios internacionais, tais como o Prêmio Edgar Allan Poe em 1962. Ele também foi membro da Academia Ronsard e da Académie Méditerranéenne.
Laleau obteve dois diplomas, em direito e em letras, e ciências. Como político, ele exerceu os cargos de Ministro das relações exteriores e Ministro da Educação, da Agricultura, e do Trabalho. Esteve presente em diversos cargos diplomáticos, como Chefe das Missões Diplomáticas em Roma, Londres, Paris, Santiago, e Lima e Embaixador em Missão Especial no Panamá, Cuba, Nações Unidas, e UNESCO. Ele foi um dos signatários do acordo que acabou com a ocupação norte-americana do Haiti em 24 de julho de 1934.

## Obras
- Jusqu'au Bord (1916) - romance
- La Danse des Vagues (1919) - romance
- A Voix Basse (1920) - poesia
- La Flèche au Cœur (1926) - poesia
- Le Rayon des Jupes (1928) - poesia
- Abréviations (1928) - poesia
- Musique Nègre (1931) - poema
- Le Choc (1932) - romance
- Ondes Courtes (1933) - poema
- La Pluie et le Beau Temps - teatro
- Le Tremplin - teatro